# Alchemilla podophylla
Alchemilla podophylla é uma espécie de rosácea do gênero Alchemilla, pertencente à família Rosaceae.